# Secret masterpieces
『Secret masterpieces』（シークレットマスターピーシーズ）は、橋本みゆきのインターネット限定配信アルバムである。

## 概要
iTunes Storeなどで配信されている。
内訳としてシングル1曲・カップリング4曲・コンピレーション収録6曲の全11曲が収録されている。

## 収録曲
1. Confession
  - 作詞：みやび / 作曲・編曲：景家淳
  - 『まじぷり 〜Wonder Cradle〜 オリジナルサウンドトラック』収録。
2. 光風
  - 作詞：三浦洋晃 / 作曲：原田勝通 / 編曲：Angel Note
  - 『Φなる・あぷろーち/光風』カップリング曲。
3. L
  - 作詞：みやび / 作曲・編曲：鈴木マサキ
  - 『紫盤 VOCAL SELECTION』収録。
4. あなたを守りたい
  - 作詞・作曲：橋本みゆき / 編曲：鈴木マサキ
  - 7thシングル『Cosmic Rhapsody』カップリング曲。
5. dust trail
  - 作詞：藤海琢樹 / 作曲：アッチョリケ / 編曲：鈴木マサキ
  - 6thシングル『screaming』カップリング曲。
6. 〜Love Song〜
  - 作詞：みやび / 作曲・編曲：鈴木マサキ
  - 『紫盤II VOCAL SELECTION II』収録。
7. さかみち
  - 作詞：feng / 作曲・編曲：景家淳
  - 『青空に見える丘 オリジナルサウンドトラック』収録。
8. FOREVER
  - 作詞・作曲：橋本みゆき / 編曲：景家淳
  - 1stシングル『ここにいるから…』カップリング曲。
9. 追憶、そして予感
  - 作詞・作曲：橋本みゆき / 編曲：景家淳
  - 『crystal2 〜サーカス ヴォーカルコレクション〜 Vol.2』収録。
10. My Story
  - 作詞：橋本みゆき / 作曲・編曲：景家淳
  - 『水月 〜迷心〜 オリジナルサウンドトラック』収録。
11. 虹色センチメンタル（ボサノバヴァージョン）
  - 作詞：畑亜貴 / 作曲：中野慎也
  - 8thシングルのアレンジバージョン。

## タイアップ
- パソコンゲーム「まじぷり -Wonder Cradle-」OP主題歌（#1）
- PS2ゲーム「Φなる・あぷろーち」ED主題歌（#2）
- パソコンゲーム「あると」OP主題歌（#3）
- PS2ゲーム「Soul Link EXTENSION」ED主題歌（#4）
- テレビアニメ「Soul Link」ED主題歌（#5）
- パソコンゲーム「プリミティブリンク」ED主題歌（#6）
- パソコンゲーム「青空の見える丘」ED主題歌（#7）
- パソコンゲーム「ホームメイド -Homemaid-」挿入歌（#9）
- PS2/DCゲーム「水月 〜迷心〜」ED主題歌（#10）
- テレビアニメ「Gift 〜eternal rainbow〜」OP主題歌（#11）